# Nymphalis
Nymphalis är ett släkte av fjärilar som beskrevs av Jan Krzysztof Kluk 1802. Nymphalis ingår i familjen praktfjärilar.

## Bildgalleri

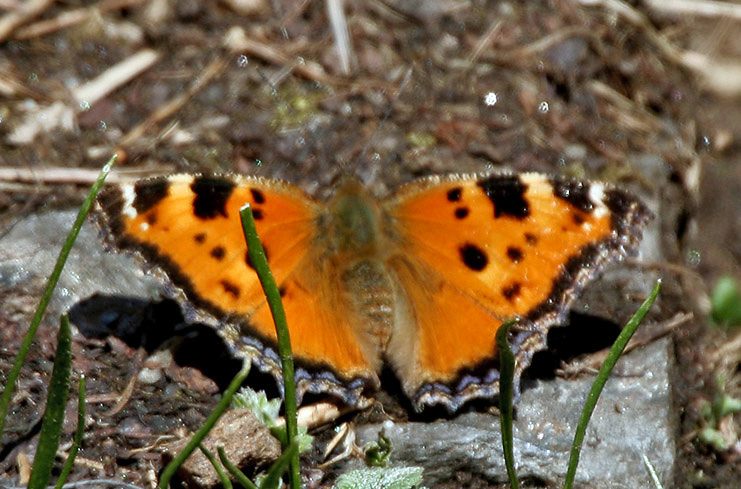
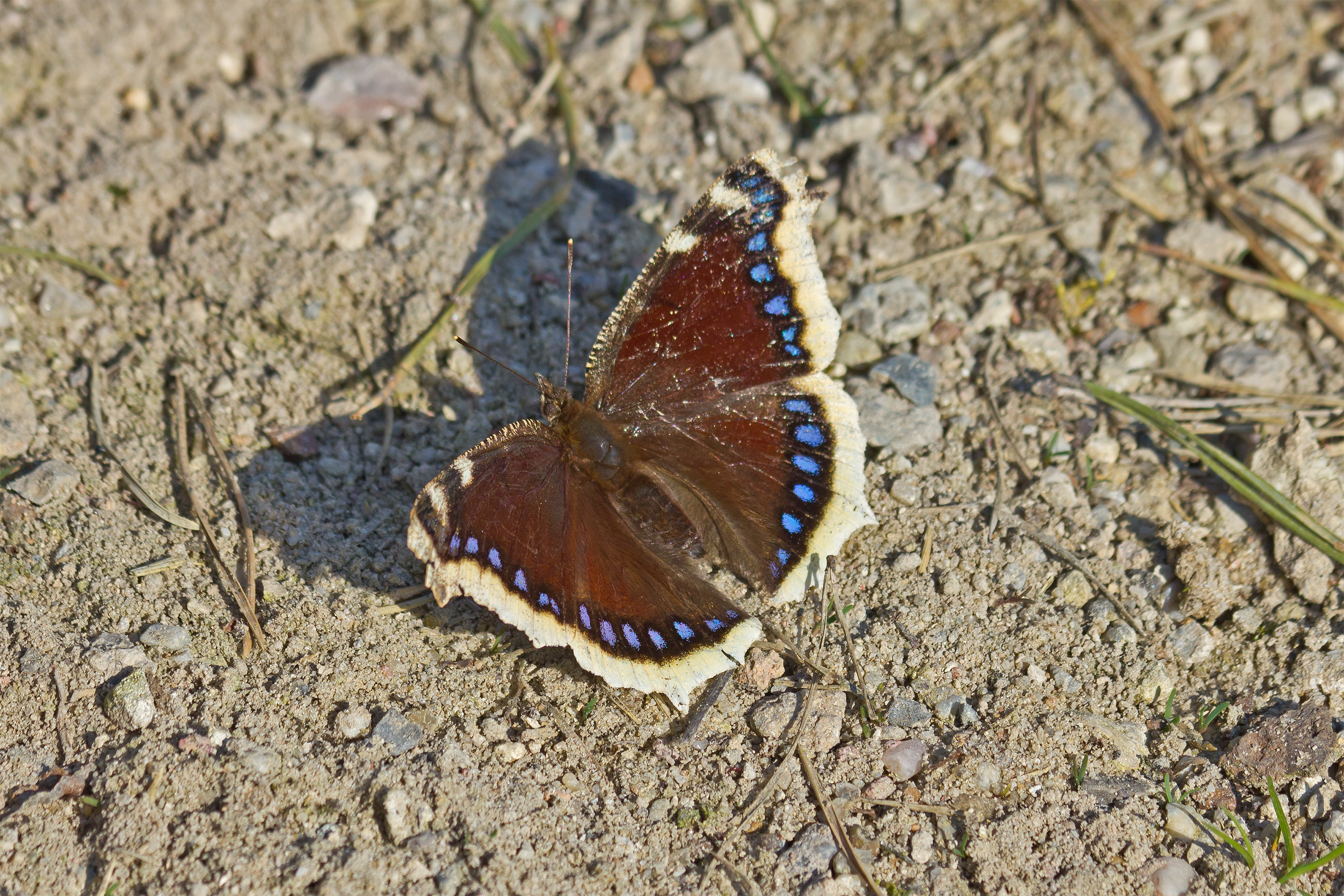
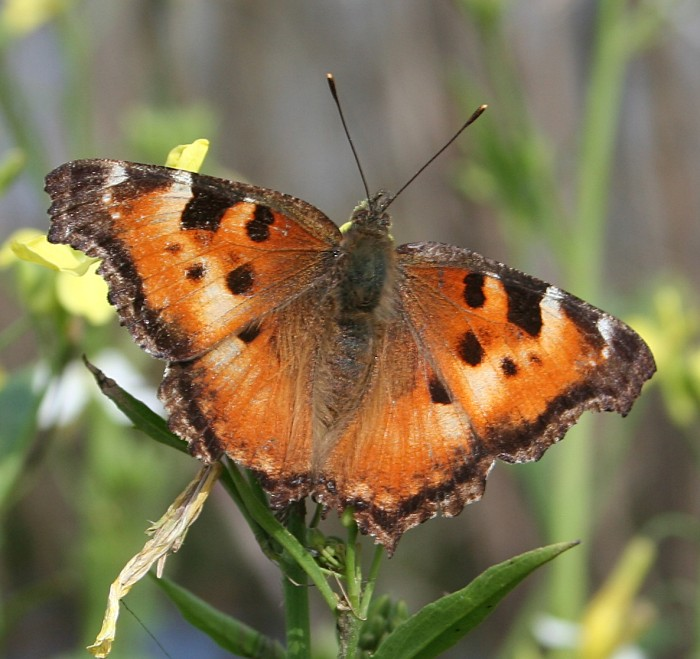
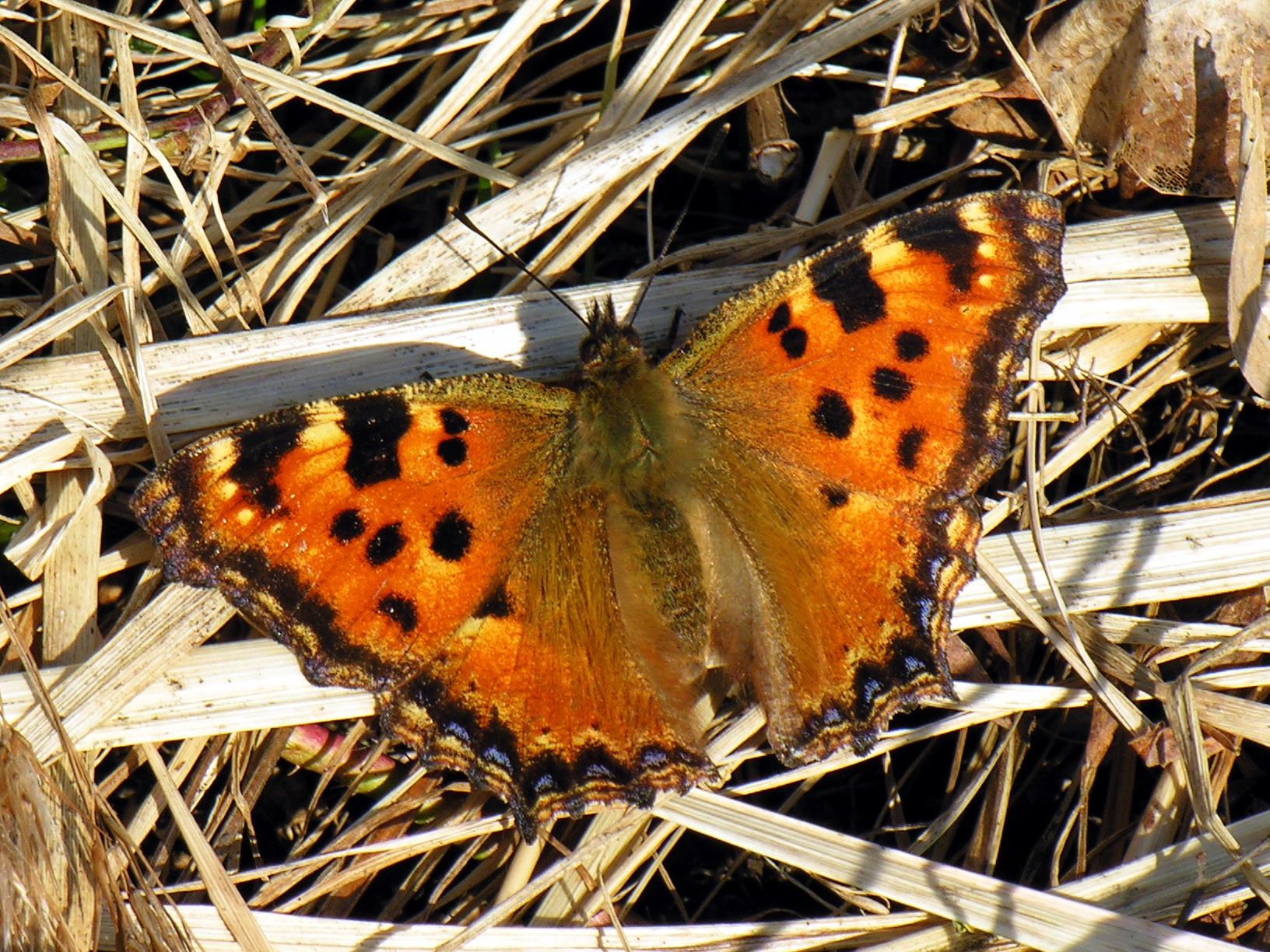
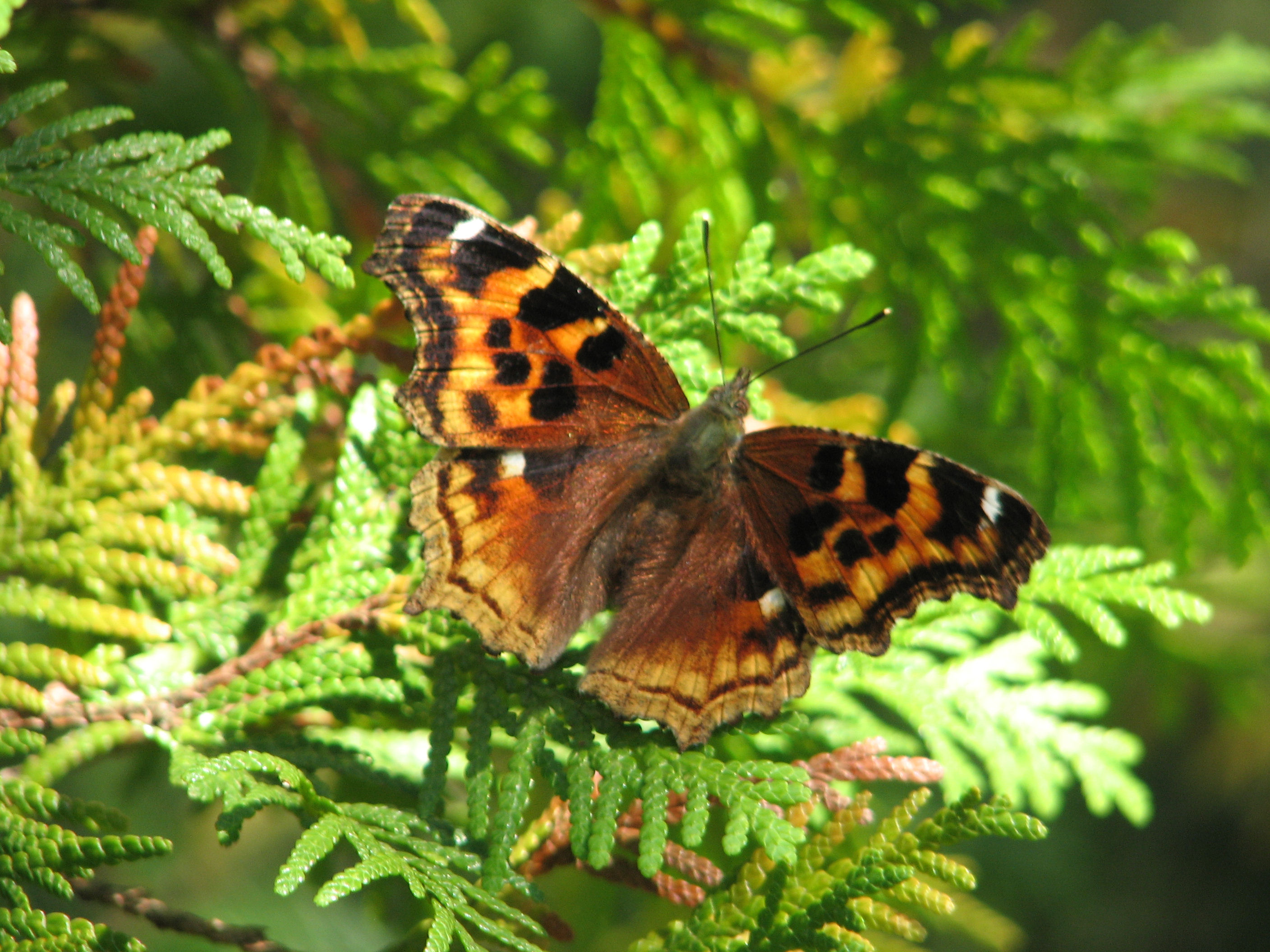
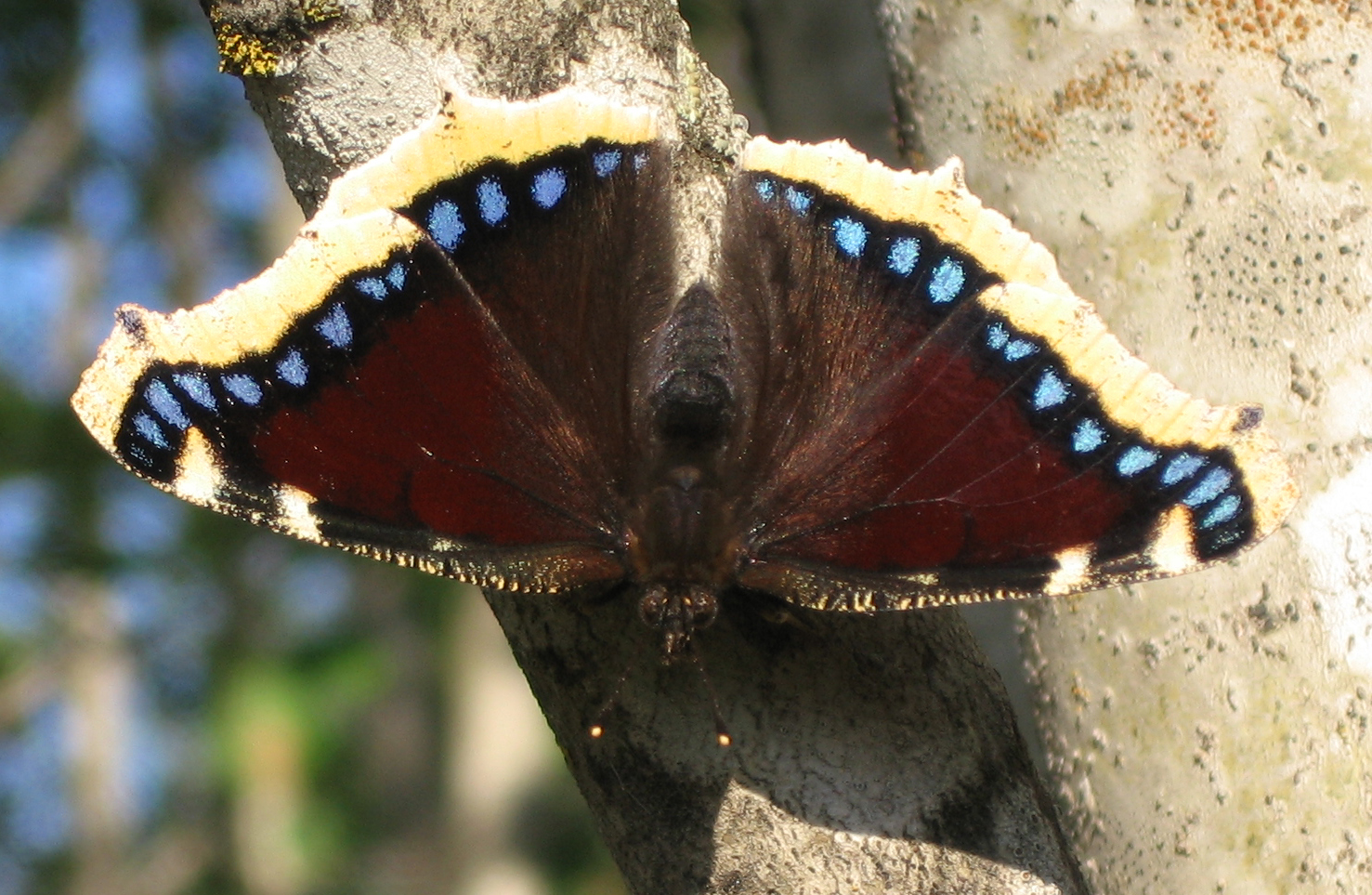

## Dottertaxa tillNymphalis, i alfabetisk ordning[1][2]
- Nymphalis albomarginata
- Nymphalis angustata
- Nymphalis anna
- Nymphalis antigone
- Nymphalis antiopa
- Nymphalis artemis
- Nymphalis asopos
- Nymphalis astrida
- Nymphalis basi-obscura
- Nymphalis belisaria
- Nymphalis bimaculata
- Nymphalis binaria
- Nymphalis borealis
- Nymphalis californica
- Nymphalis cassabiensis
- Nymphalis chelys
- Nymphalis chlapowskia
- Nymphalis chosenessa
- Nymphalis cibinensis
- Nymphalis circumpunctata
- Nymphalis coloefacta
- Nymphalis concolor
- Nymphalis cyanosticta
- Nymphalis dilucidus
- Nymphalis dixeyi
- Nymphalis dorfmeisteri
- Nymphalis dyophthalmica
- Nymphalis emma
- Nymphalis epione
- Nymphalis erythromelas
- Nymphalis escheri
- Nymphalis exmaculata
- Nymphalis exoculata
- Nymphalis extincta
- Nymphalis extrema
- Nymphalis fervescens
- Nymphalis fervida
- Nymphalis fischeri
- Nymphalis flavomaculata
- Nymphalis fulva
- Nymphalis geisha
- Nymphalis grandis
- Nymphalis griseocellata
- Nymphalis grisescens
- Nymphalis grutzneri
- Nymphalis hackrayi
- Nymphalis hazara
- Nymphalis herri
- Nymphalis hippolyta
- Nymphalis hygiaea
- Nymphalis hyperborea
- Nymphalis intermedia
- Nymphalis io
- Nymphalis ioides
- Nymphalis irenea
- Nymphalis japonica
- Nymphalis jocaste
- Nymphalis lacteus
- Nymphalis lintneri
- Nymphalis longipuncta
- Nymphalis longomaculata
- Nymphalis lucidocellata
- Nymphalis magnimaculata
- Nymphalis magnipuncta
- Nymphalis marginalis
- Nymphalis marginimaculata-obscura
- Nymphalis meilhani
- Nymphalis mesoides
- Nymphalis mesoides-brunnea
- Nymphalis mesoides-clara
- Nymphalis mesoides-lucidocellata
- Nymphalis mesoides-parvimaculata
- Nymphalis mesoides-sibirica
- Nymphalis mesoides-splendens
- Nymphalis mesoides-viridiocellata
- Nymphalis nakayamai
- Nymphalis nana
- Nymphalis narses
- Nymphalis nigrifasciata
- Nymphalis nigriocellata
- Nymphalis nigroflava
- Nymphalis nigrolimbata
- Nymphalis nigromaculata
- Nymphalis nubilata
- Nymphalis obscura
- Nymphalis ochraceoguttata
- Nymphalis oligoio
- Nymphalis orichalcea
- Nymphalis pallens
- Nymphalis pallida
- Nymphalis parvimaculata
- Nymphalis parvipuncta
- Nymphalis pavo
- Nymphalis polychloros
- Nymphalis pompadour
- Nymphalis postnigrescens
- Nymphalis prochnovi
- Nymphalis punctata
- Nymphalis pyromelas
- Nymphalis pyrrhomelaena
- Nymphalis quinquepunctata
- Nymphalis roederi
- Nymphalis sachalinensis
- Nymphalis sardoa
- Nymphalis silaceus
- Nymphalis splendens
- Nymphalis supinskia
- Nymphalis teloides
- Nymphalis teloides-brunnea
- Nymphalis teloides-clara
- Nymphalis teloides-lucidocellata
- Nymphalis teloides-nigrifasciata
- Nymphalis teloides-splendens
- Nymphalis testudo
- Nymphalis tezukae
- Nymphalis thomsonii
- Nymphalis transparens
- Nymphalis vaualbum
- Nymphalis vigens
- Nymphalis violescens
- Nymphalis virescens
- Nymphalis xanthochloros
- Nymphalis xanthomelas
- Nymphalis yedanula
- Nymphalis ziegleri